# Нутромо
Ну́тромо (Нутрома, Нутрово) — деревня в Кимрском районе Тверской области.

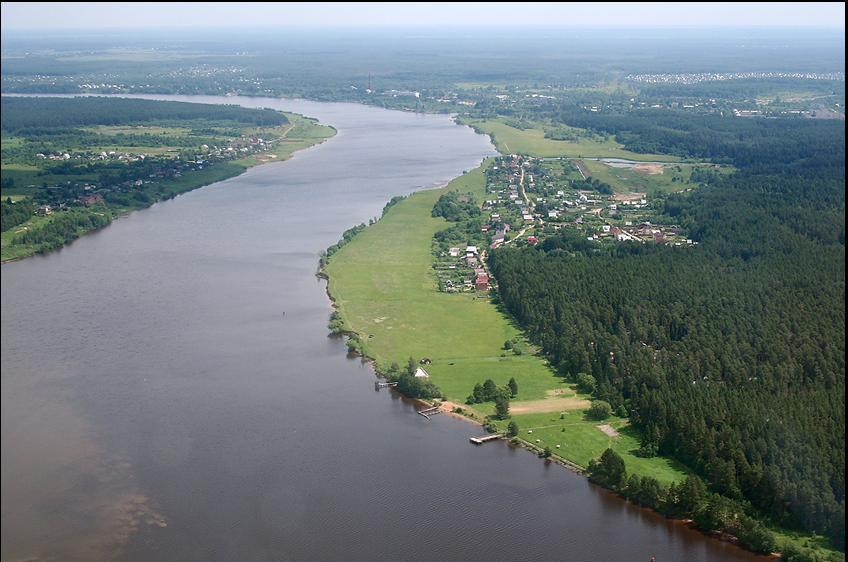
Нутромо с высоты

Расположена на правом берегу реки Волги между городами Дубна и Кимры. В 12 км по асфальтированной автодороге от районного центра Кимры, в 110 км от областного центра Твери и в 126 км от Москвы. «Последняя миля» к деревне от посёлка Южный (ДОК) (район Кимры) идёт 2 км по лесной дороге.
В 12 км город Дубна и автодорога А104, ведущая на Москву.
| 1901 | 1973 | 1984 | 1996 | 2008 |
| ---- | ---- | ---- | ---- | ---- |
| 198  | 26   | 20   | 8    | 3    |

В 1990-х гг. пустые места, непосредственно прилегающие к деревне (её дворам), были выделены для ведения личного подсобного хозяйства высокопоставленным сотрудникам производственного объединения «Волжский опытно-экспериментальный комбинат», расположенного в 2-х километрах вниз по течению на правом берегу реки Волги. В 2000-х гг. деревня растёт и насчитывает уже около 100 дворов. Однако прирост населения связан с ростом количества дачников, особенно после проведения в деревню магистрального газа в 2002 году. Тем не менее, по данным Титовского сельского поселения (по прописке), на 01.01.2008 г. в деревне числится 3 человека.

## Основные сведения
Ближайшая железнодорожная остановка находится в пяти километрах на запад — платформа 124 км.
В деревню подведена линия связи, электроэнергия, магистральный газ.
Вблизи несколько пионерских лагерей и дом отдыха.
На берегу Волги якорная стоянка.
На противоположном берегу Волги находится исторически связанная деревня Богунино.
В двух километрах к югу от деревни размещён аэродром Борки.

## История названия
В настоящее время в "ЗАКОНЕ Тверской области от 28.02.2005 № 30-ЗО «ОБ УСТАНОВЛЕНИИ ГРАНИЦ МУНИЦИПАЛЬНЫХ ОБРАЗОВАНИЙ, ВХОДЯЩИХ В СОСТАВ ТЕРРИТОРИИ МУНИЦИПАЛЬНОГО ОБРАЗОВАНИЯ ТВЕРСКОЙ ОБЛАСТИ „КИМРСКИЙ РАЙОН“, И НАДЕЛЕНИИ ИХ СТАТУСОМ ГОРОДСКОГО, СЕЛЬСКОГО ПОСЕЛЕНИЯ» (принят Законодательным Собранием Тверской области 28.02.2005) (ред. от 17.07.2007) (вместе с «Перечнем населённых пунктов по поселениям Кимрского района», «Схемой границ поселений Кимрского района») деревня указана как «Нутромо». Видимо, в региональном законе допущена опечатка, так как никаких официальных решений о переименовании деревни Архивная копия от 11 августа 2014 на Wayback Machine федеральными органами власти не принималось. Более того, в Свидетельствах о государственной регистрации права собственности на землю, выданных Управлением Федеральной регистрационной службы по Тверской области 12 апреля 2011 года, значится «дер. Нутрома». На большинстве современных карт указано название Нутрома. На карте Шуберта (Специальная карта Западной части Российской Империи) Архивная копия от 24 октября 2012 на Wayback Machine, 1826—1840 гг., деревня имеет название Мутрема. На «Карте реки Волги. Часть первая: От Твери до Рыбинска. Лист 1-й.» в путеводителе «Спутник по реке Волге и ея притокам Каме и Оке» изд. Типо-Литографии П. С. Феокритова в Саратове 1913 года деревня обозначена как Нутромово. Указано «деревня Нутрома»: в Межевом описании Тверской губернии Калязинского уезда 1855 г. в главе «352. дер. Новое Село с деревнями и пустошами» Архивная копия от 17 февраля 2015 на Wayback Machine; в Геометрическом плане Колязинского уезда 1787 года (лист 19) Архивная копия от 10 января 2011 на Wayback Machine; в Кашинской писцовой книге 1628—1629 гг. Этот документ можно считать содержащим первое упоминание о деревне.

## Известные земляки
Абаляев (Оболяев) Иван Михайлович (1901—1941), скульптор-самоучка, резчик по дереву. Родился, жил и работал в дер. Нутрома. В своём творчестве отдавал предпочтение скульптуре «малых форм», основные сюжеты черпал из быта кимрских кустарей-сапожников. Автор ряда сложных многофигурных композиций (своеобразных скульптурных картинок): «Проводы на учёбу», «Отказ в сырье», «Кимрский обувной базар», «Встреча бедняка с кулаками», «Игра в шашки» и др. В 1941 ушёл на фронт и погиб. Его работы хранятся в Тверской областной картинной галерее, Тверском объединённом музее и Кимрском краеведческом музее. Выставки его произведений состоялись в 1939 (Калинин), 1948 (Кимры).

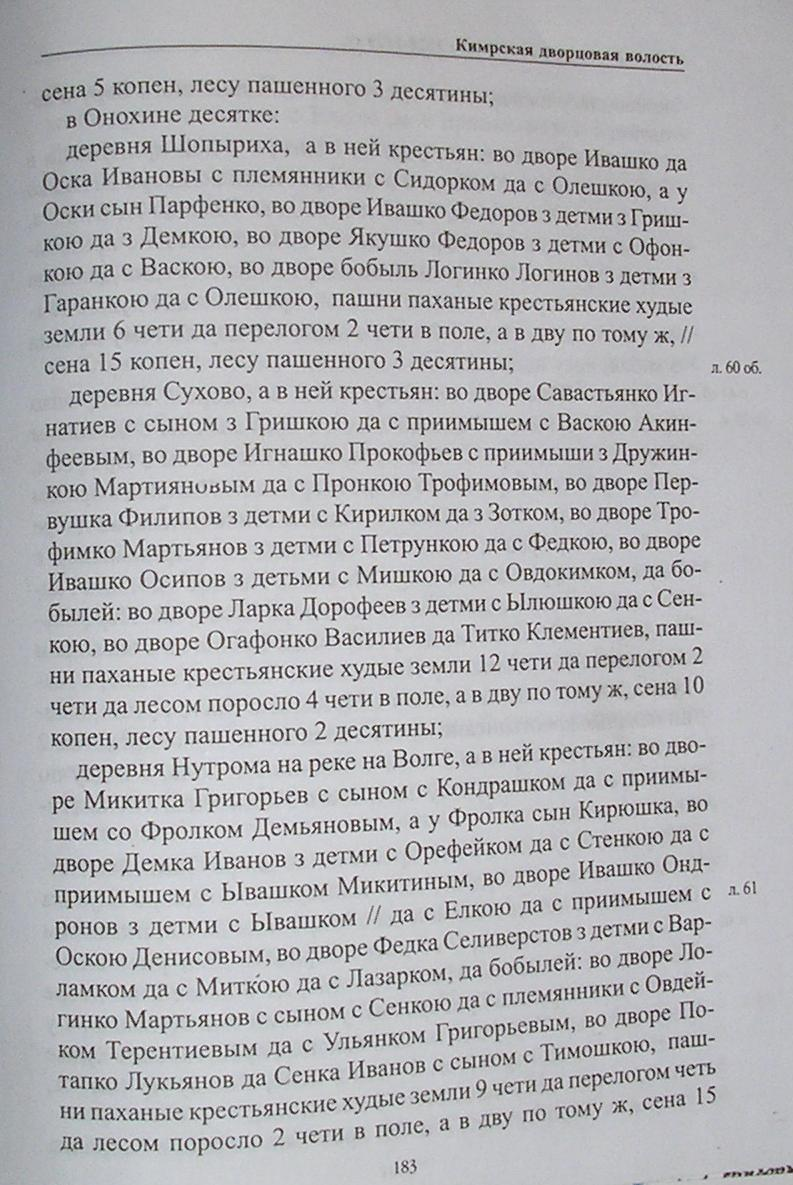
Кашинская писцовая книга 1628-29гг. л.61

Вот что пишет про встречу с Абаляевым автор на сайте https://web.archive.org/web/20131127113746/http://respublica.kg/ussr/146-v-kraju-derevjannykh-uzorov.html:
В прошлом веке вблизи устья Дубны красовалось, отделённое от окрестных деревень сосновым бором, роскошное имение князей Вяземских, уважаемых в народе за то, что были верными друзьями декабристов и А. С. Пушкина. В этом имении с таким же, как у речки, названием Дубна, по уверениям старожилов, жили крестьяне — любители вырезать деревянные фигуры. Искусство резьбы по дереву то расцветало, то угасало, но никогда не исчезало. Старые избы в деревнях и доселе радуют глаз сказочной узорчатостью наличников на окнах. А сколько встречается всевозможных деревянных безделушек для детворы! А какая домашняя утварь с резными узорами — залюбуешься! Не случайно раньше здешние места в Тверской губернии величали краем деревянных узоров.
Впервые я познакомился с этим чудесным уголком России перед Отечественной войной. Однажды дождь-проливень загнал меня на крыльцо ничем не примечательной избы в деревне Нутрома. Из избы вышел сутуловатый мужчина средних лет в замасленном фартуке из домотканой холстины и, чуть шепелявя, сказал: — Заходите. Видите, как лужи пузырятся, — значит, непогодь надолго.
Когда я вошёл в избу, первое впечатление было такое, что это не жилое помещение, а музей или мастерская, где игрушки делают, — до того много было кругом — на лавках, на столе, на загнётке и даже на божнице — всяких деревянных поделок, изображавших людей, зверей, птиц. На полу отливали серебром свежие щепки и стружки, пахло высушенной берёзой, липой, ольхой, клёном. Эти запахи мне были памятны и приятны с детства, с той поры, когда в голодные послереволюционные годы мой отец, мастер на все руки, чтобы прокормить семь едоков, сам сделал в сенцах токарный станок с большим колесом-маховиком и учил всю семью вытачивать берёзовые шпульки и рогачи для самопрялок. (Самопрялкой у нас называли лёгкий переносной станок для прядения вручную, то есть для изготовления ниток в домашних условиях, а шпулька — это катушка, выточенная из подсушенного берёзового кругляшка, на которую наматывают нитку рогачом: он напоминает по форме полумесяц и вращается вокруг катушки.)
Одна фигурка, стоящая на подоконнике, меня особенно поразила своей правдивой динамичностью. Она изображала босоногого старика рыболова в картузе в тот момент, когда начался клёв и вот-вот, сию же секунду, надо дёрнуть сжатое в руке удилище, чтобы искусно подсечь и вытащить рыбу. Так и казалось: до этого рыболов сидел на берегу, ждал — и вдруг клюнуло, он и привскочил, присел на корточки и — весь внимание, напряжение — замер при взволнованном, выжидательном состоянии души. В выражении лица, в позе, в складках рукавов рубахи — во всем трепетное предчувствие удачи или неудачи страстного удильщика.
— С детства этой утехой занимаюсь… в бездельную минуту, — признался хозяин избы. И развёл руками. В его добродушном голосе слышались не только нотки гордости своим увлечением, но и нотки какой-то извинительности, — мол, к лицу ли такое мужику?
Это был здешний крестьянин Иван Михайлович Абаляев.

## Достопримечательности

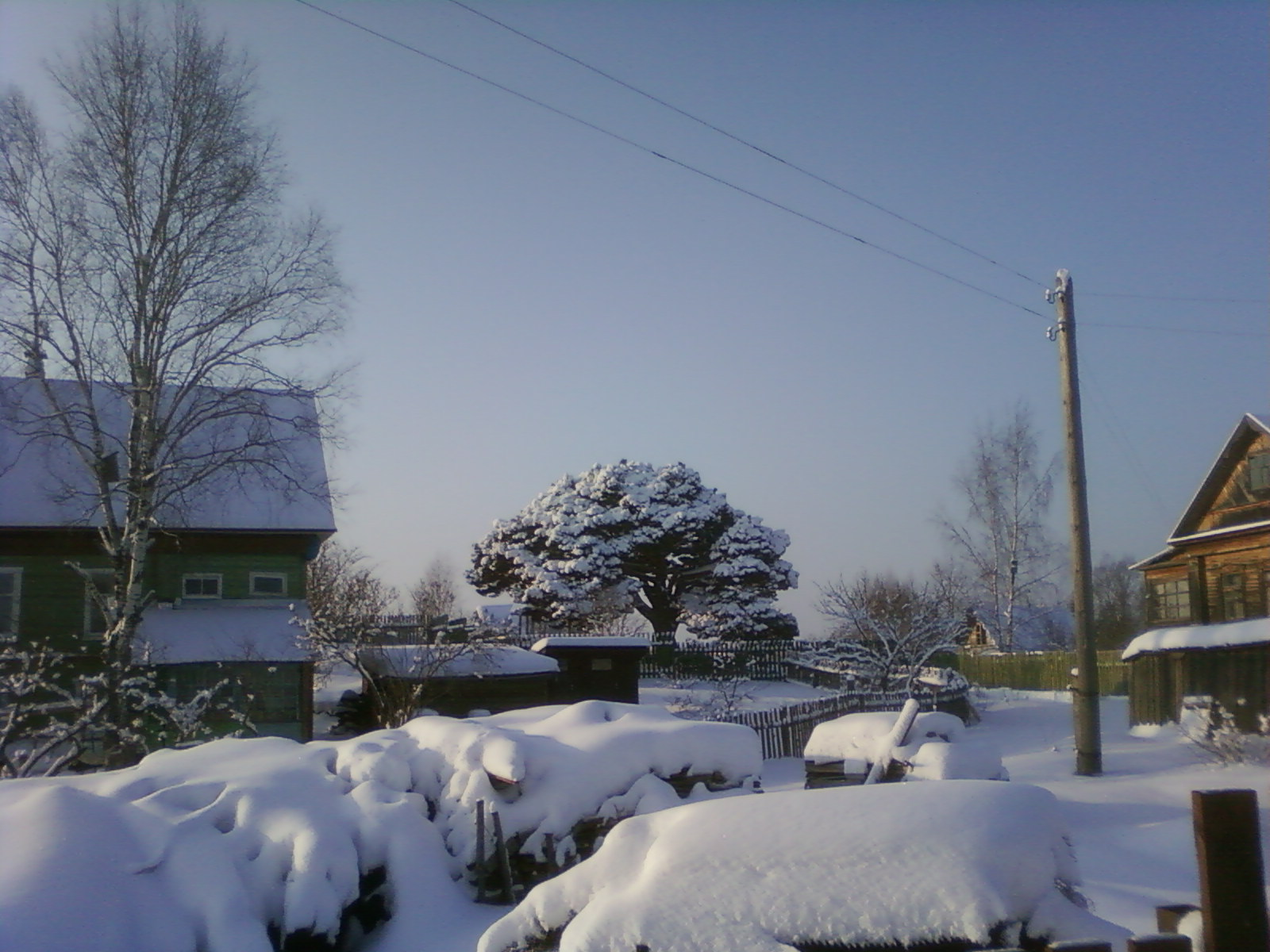
Сосна Банкса у д. Нутрома

Государственным природным ландшафтным заказником местного значения объявлен Клетинский бор (который в настоящее время нещадно вырубается под ИЖС Архивная копия от 5 ноября 2011 на Wayback Machine), в котором расположена деревня, ботаническим памятником — сосна Банкса у деревни Нутрома.

## Упоминания деревни в исторических документах
371 стрелковая дивизия на 1-14.12.1941 г.
Выписка из исторического формуляра 371 стрелковой дивизии.
Фонд 371 стрелковая дивизия. Опись 1. Дело 3.
«Исторический формуляр».
Лист 18.
На основании боевого распоряжения войскам 30 Армии № 72 от 1.12.41 г. дивизия, после выгрузки на ст. Савелово, сосредоточилась в районе: Нутрома, Клетино, Сухово, а в ночь с 5 на 6е декабря по приказу Штарма 30 А № 36 от 4.12.41 г., перешла в решительное наступление с задачей прорвать оборону противника на участке Слобода, отм. 155,5, Кирп, Демьяново, овладеть гор. Клин.
Выполняя боевой приказ дивизия в ожесточённый боях с 6 по 14.12.41 г. овладела двадцатью населёнными пунктами: Крупенино, Кандырино, Барки. Ерасимов, Трёхсвятское, Терехово, Ватолино, Слобода, Рогатино, Аксееново, Мужево, Селюхино. Варонина, Плюсково, совхоз Клинский, Мойданово, Праслово, Губино, Бол. и Малое Щапово, Белавино обеспечивающими подход к гор. Клин.

## В память о жертвах репрессий
Землезинов Александр Петрович
Родился в 1894 г., Калининская обл., Кимрский район, д. Нутрома; б/п; кустарь-надомник. Проживал: г. Кимры.
Арестован 16 февраля 1938 г.
Приговорён: тройка при УНКВД по Калининской обл. 26 февраля 1938 г., обв.: АСА.
Расстрелян 28 февраля 1938 г. Реабилитирован в июне 1989 г. по заключению Тверской областной прокуратуры.
Источник: Книга памяти Калининской обл.

## В память о Великой Отечественной войне (1941-45)
БЕЛОУСОВ Пётр Петрович, род. 1922. Русский. Призван Марпосадским РВК. Рядовой. Погиб в бою 11.5.1942. Захоронен в д. Нутрома Кимрского района Тверской (бывш. Калининской) обл.
ЯЦКОВ Василий Андреевич, род. 1924. дер. Нутрома Призван в 1942 г. Кимрским РВК, убит 19.08.1943 в районе д. Арефино Спас-Деменского района Смоленской обл. (ОБД Мемориал)
ЯЦКОВ Михаил Иванович, род. 1912. дер. Нутрома Призван в сентябре 1941 Кимрским РВК. Пропал без вести 3 ноября 1941 г. (ОБД Мемориал)
ШИРОКОВ Иван Степанович. род. 1922, дер. Нутрома. Кимрский район. Призван в 1941. Рядовой, пропал без вести, май 1943. (Книга памяти, Ржевский район)